# Klosteramt
Als Klosteramt bezeichnet man eine württembergische Verwaltungseinheit, die nach der Reformation im 16. Jahrhundert die Verwaltung der Liegenschaften der aufgelösten Klöster und auch deren niedergerichtliche Befugnisse übernahm. An der Spitze des Amtes stand der Prälat, ein vom Herzog eingesetzter evangelischer Geistlicher, der Sitz und Stimme im Landtag hatte. Die Verwaltungsgeschäfte leitete der Klostervogt oder Hofmeister, der ab 1759 den Titel Klosteroberamtmann führte.
Die Klosterämter wurden nach den Napoleonischen Kriegen zu Beginn des 19. Jahrhunderts im Zuge der anschließenden Neuordnung des Königreichs Württemberg aufgelöst.

## Liste
- Klosteramt Adelberg
- Klosteramt Alpirsbach
- Klosteramt Anhausen
- Klosteramt Bebenhausen
- Klosteramt Blaubeuren
- Klosteramt Denkendorf
- Klosteramt Ettenheimmünster
- Klosterverwaltung Herbrechtingen
- Klosteramt Herrenalb
- Klosteramt Hirsau
- Klosteramt Königsbronn
- Klosteramt Lichtenstern (aus Frauenkloster hervorgegangen, kein Prälat)
- Klosteramt Lorch
- Klosteramt Maulbronn
- Klosteramt Murrhardt
- Klosteramt Reichenbach
- Klosteramt St. Georgen

Aus den weniger begüterten Klöstern und Stiften gingen als Klosterhofmeisterei oder Stiftsverwaltung bezeichnete Verwaltungseinheiten hervor. Sie waren im Landtag nicht vertreten.